# Peyriac-Minervois
Peyriac-Minervois è un comune francese di 1 104 abitanti situato nel dipartimento dell'Aude nella regione dell'Occitania.

## Società

### Evoluzione demografica
Abitanti censiti